# Hydrolagus trolli
Hydrolagus trolli Didier & Séret, 2002, conosciuto anche come chimera azzurra dal naso a punta o semplicemente chimera troll, è un pesce cartilagineo abissale.

## Descrizione
Come squali e razze, ha un corpo cartilagineo e non osseo.
È di un colore grigio-bluastro e presenta sul capo tanti piccoli puntini che gli studiosi identificano come organi sensoriali per aiutarlo nella ricerca del cibo.
A differenza dei suoi parenti più prossimi, è privo di denti aguzzi e seghettati (tipici degli squali), ma mastica le prede grazie a piastre dentali mineralizzate.
Inoltre, presenta una bizzarra curiosità, i maschi di  chimera sono dotati di organi genitali sulla fronte.

## Habitat
È un pesce abissale e pare prediligere i fondali rocciosi, a differenza delle altre Chimaere che abitano i fondali sabbiosi.
Lo troviamo nelle profonde acque attorno all'Australia e la Nuova Zelanda.
Nel 2009, però, è stato avvisato per la prima volta nelle acque territoriali della California e delle isole Hawaii.